# Метод исчерпывания
Метод исчерпывания (лат. methodus exhaustionis) — античный математический метод, предназначенный для исследования площадей криволинейных геометрических фигур или объёмов геометрических тел.
Идею метода, в не очень ясных выражениях, высказал ещё Антифон, однако разработку и применение осуществил Евдокс Книдский.
Название «метод исчерпывания» предложил в 1647 году Грегуар де Сен-Венсан, в античные времена у метода не было особого названия.
Обоснование этого метода не опирается на понятие бесконечно малых, но неявно включает понятие предела.
Уточнение метода исчерпывания привело впоследствии к интегральному исчислению.

## Описание метода

Вычисление площади круга методом исчерпывания

Метод заключался в следующем: для нахождения площади (или объёма) некоторой фигуры в эту фигуру вписывалась монотонная последовательность других фигур и доказывалось, что их площади (объёмы) неограниченно приближаются к площади (объёму) искомой фигуры. Затем вычислялся предел последовательности площадей (объёмов), для чего выдвигалась гипотеза, что он равен некоторому A и доказывалось, что обратное приводит к противоречию. Поскольку общей теории пределов не было (греки избегали понятия бесконечности), все эти шаги, включая обоснование единственности предела, повторялись для каждой задачи.
В такой форме метод исчерпывания хорошо вписывался в строго дедуктивное построение античной математики, однако имел несколько существенных недостатков. Во-первых, он был исключительно громоздким. Во-вторых, не было никакого общего метода для вычисления предельного значения A; Архимед, например, нередко выводил его из механических соображений или просто интуитивно угадывал. Наконец, этот метод не пригоден для нахождения площадей бесконечных фигур.

## Обоснование
Теоретическая основа метода исчерпывания Евдокса изложена в X книге «Начал» Евклида. Там формулируется основная лемма:
Предложение 1. Для двух заданных неравных величин, если от большей отнимается больше половины и от остатка больше половины, и это делается постоянно, то останется некоторая величина, которая будет меньше заданной меньшей величины.
Это одна из немногих теорем общей теории пределов, приведённая у античных авторов. В X веке Сабит ибн Курра предложил обобщение данной леммы, заменив «половину» на «любую часть».
С помощью метода исчерпывания Евдокс строго доказал ряд уже известных в те годы открытий (площадь круга, объём пирамиды и конуса). Евклид в своих «Началах» использовал метод исчерпывания для доказательства шести теорем 12-й книги:
- теоремы 2 (о площади круга);
- теоремы 5 (об объёме тетраэдра);
- теоремы 10-12 (об объёмах конуса и цилиндра);
- теоремы 18 (о зависимости объёма шара от его радиуса).

## Применение

Архимедовы шар и цилиндр

Наиболее плодотворным метод исчерпывания стал в руках выдающегося последователя Евдокса, Архимеда, который смог его значительно усовершенствовать и виртуозно применял для многих новых открытий. В частности, он обнаружил следующее:
- площадь поверхности сферы равна учетверённой площади сечения большого круга этой сферы;
- площадь сегмента параболы, отсекаемого от неё прямой, составляет 4/3 от площади вписанного в этот сегмент треугольника;
- объём шара составляет 2/3 объёма описанного вокруг него цилиндра[3].

В средние века европейские математики также применяли метод исчерпывания, пока он не был вытеснен сначала более мощным и технологичным методом неделимых, а затем — математическим анализом.